# Komló
Komló là một thành phố thuộc hạt Baranya, Hungary. Thành phố này có diện tích 46,55 km², dân số năm 2010 là 25519 người, mật độ 548 người/km².